# Antonieta Rosa Gomes
Antonieta Rosa Gomes (* 4. Mai 1959 in Bissau, Portugiesisch-Guinea) ist eine Politikerin aus Guinea-Bissau.

## Leben
Anonieta Rosa Gomes gründete am 23. Februar 1991 in Brasilien das Guineische Bürgerforum-Soziale Demokratie (Fórum Cívico Guineense-Social Democracia), das am 31. März 1994 als Partei in Guinea-Bissau anerkannt wurde. Bei den Wahlen vom 3. Juli 1994 kandidierte sie erstmals für das Amt des Staatspräsidenten, belegte jedoch mit 5509 Stimmen (1,79 Prozent) lediglich den letzten Platz unter acht Kandidaten. Die Partei selbst kam bei den zugleich stattfindenden Parlamentswahlen nur auf 494 Stimmen (0,2 Prozent) und konnte keinen der 100 zu vergebenden Sitze in der Nationalen Volksversammlung gewinnen.
Bei den darauf folgenden Präsidentschaftswahlen am 28. November 1999 kandidierte Gomes abermals für das Präsidentenamt, kam diesmal aber nur noch auf 2986 Stimmen (0,80 Prozent) und wurde Letzte unter nunmehr zwölf Kandidaten. Auch in der Nationalen Volksversammlung konnte ihre Partei kein Mandat erzielen. Gleichwohl wurde sie 2000 von Ministerpräsident Caetano N’Tchama zur Justizministerin in dessen Regierung berufen. Nachdem dieser am 19. März 2001 zurückgetreten war, wurde sie von dessen Nachfolger Faustino Imbali am 21. März 2001 zur Außenministerin in dessen Kabinett berufen, dem sie bis zum Ende von Imbalis Amtszeit am 9. Dezember 2001 angehörte. Bei den Parlamentswahlen vom 28. März 2004 verpasste ihre Partei mit 4209 Stimmen (0,98 Prozent) erneut den Einzug in die Nationale Volksversammlung.
Gomes kandidierte auch bei den Präsidentschaftswahlen vom 19. Juni 2005 für das Amt des Staatspräsidenten. Auf sie entfielen dieses Mal 1642 Stimmen (0,37 Prozent), so dass sie Zwölfte und dreizehn Kandidaten war. Das Fórum Cívico Guineense-Social Democracia trat nicht mehr bei den Parlamentswahlen am 16. November 2008 und am 13. April 2014 an. Sie selbst verzichtete ebenfalls auf erneute Kandidaturen bei den Präsidentschaftswahlen am 28. Juni 2009, 18. März 2012 und 13. April 2014.